# Steenvoorde
Steenvoorde település Franciaországban, Nord megyében. Lakosainak száma 4308 fő (2022. január 1.). Steenvoorde Winnezeele, Cassel, Eecke, Godewaersvelde, Oudezeele és Terdeghem községekkel határos.

## Népesség
A település népessége az elmúlt években az alábbi módon változott:
| Lakosok száma | 4010 | 4256 | 4428 | 4368 | 4388 | 4429 | 4341 | 4324 | 4308 |
|               | 2013 | 2015 | 2016 | 2017 | 2018 | 2019 | 2020 | 2021 | 2022 |